# 福岡市立弥永小学校
福岡市立弥永小学校（ふくおかしりつ やながしょうがっこう）は、福岡県福岡市南区弥永四丁目にある公立小学校。

## 態様
福岡市南区域の東方に位置する牛頸川と那珂川に挟まれた平野部、広範にわたって団地を形成する市営住宅弥永団地の内部西寄りの一角に所在する。

## 歴史
- 昭和45年（1970年） - 児童総数702名にて曰佐小学校より分離開校。
- 昭和53年（1978年） - 弥永西小学校が分離した。

## 交通
最寄のバス停留所は西鉄バス『弥永団地』。

## 周辺
- 春日神社

参照『弥永春日神社』。西方弥永1丁目の一角に所在。
- 脊振神社

坂井若狭（さかいわかさ）なる人物の手により佐賀県神埼市脊振町服巻の『脊振神社下宮』から勧請されたと伝わる神社。西方弥永1丁目の一角に所在。
- 警固神社

福岡市中央区天神に鎮座する『警固神社』の起源とされる神社。西方警弥郷3丁目の一角に所在。